# فيشير غابيلورن
فيشير غابيلورن (بالإنجليزية: Fiescher Gabelhorn)‏ هو أحد جبال سلسلة جبال الألب البرنية وجزء من القمة الأم غروس فانينورن يقع في كانتون فاليز، سويسرا. يبلغ ارتفاع الجبل حوالي 3876 متر، بينما يبلغ ارتفاع نتوء الجبل 152 متر.